# 松森 (秋田県)
松森（まつもり）は、秋田県鹿角市と同県大館市の境界（米代川中流右岸）にある、標高382mの山である。松森山とも呼ばれる。

## 概要
北方約500mの峰筋には、峰を横断する形で鹿角市と大館市とを結ぶ秋田県道313号雪沢十和田毛馬内線が通っている。
登山道は、同県道が峰越えする地点から稜線を進む。
戊辰戦争のさい、盛岡藩と秋田藩による戦闘が行なわれた山である。盛岡藩は秋田藩を駆逐し松森周辺を越え、大館城を目指して進撃している。